# The Stranger from Ponca City
The Stranger from Ponca City è un film del 1947 diretto da Derwin Abrahams.
È un western statunitense con Charles Starrett, Virginia Hunter e Smiley Burnette. Fa parte della serie di film western della Columbia incentrati sul personaggio di Durango Kid.

## Produzione
Il film, diretto da Derwin Abrahams su una sceneggiatura di Ed Earl Repp, fu prodotto da Colbert Clark per la Columbia Pictures e girato nell'Iverson Ranch a Chatsworth e nel Providencia Ranch a Hollywood Hills, Los Angeles, California, dal 15 al 23 novembre 1946.

## Distribuzione
Il film fu distribuito negli Stati Uniti dal 3 luglio 1947 al cinema dalla Columbia Pictures. È stato distribuito anche in Brasile con il titolo Forasteiro Intrépido.

## Promozione
Le tagline sono:
- Cheer Durango! Chuckle at Smiley!
- Durango's A Whirlwind Of ACTION! Smiley's a Cyclone Of MIRTH!
- Durango's gunnin' badmen!
- Aces High with Bullet and Ballad!
- Cheer Durango! Chuckle at Smiley! CHEER DURANGO! CHUCKLE AT SMILEY!